# ثيروتروبين ألفا
ثيروتروبين ألفا (بالإنجليزية: Thyrotropin alfa)‏ الذي يباع تحت الاسم التجاري Thyrogen ، هو دواء يستخدم للعثور على أنسجة الغدة الدرقية المتبقية بعد الجراحة .  على وجه التحديد يتم استخدامه في سرطان الغدة الدرقية بالإضافة إلى اختبار الثيروجلوبيولين  يتم إعطاؤه عن طريق الحقن في العضل. 
وتشمل الآثار الجانبية الشائعة الغثيان والصداع.  قد تشمل الآثار الجانبية الأخرى ارتفاع مستوى الغدة الدرقية لدى أولئك الذين لا تزال لديهم وظائف أنسجة الغدة الدرقية سليمة، والسكتة الدماغية، وزيادة حجم ورم الغدة الدرقية.  وهو شكل مصنع من هرمون الغدة الدرقية . 
تمت الموافقة على الاستخدام الطبي لثيروتروبين ألفا في الولايات المتحدة في عام 1998 وأوروبا في عام 2000.   في الولايات المتحدة تبلغ تكلفة الدورة العلاجية حوالي 3700 دولار أمريكي.  في المملكة المتحدة، يكلف هذا المبلغ هيئة الخدمات الصحية الوطنية حوالي 580 جنيهًا إسترلينيًا. 